# ジェイコム鎌倉
株式会社ジェイコム鎌倉（ジェイコムかまくら）は、かつて存在したケーブルテレビ（同時再放送、自主放送）と電気通信事業（インターネット接続、IP電話）を主たる業務とし、有線一般放送（ケーブルテレビ局）を運営する一般放送事業者および電気通信事業者。本社は神奈川県鎌倉市に置いていた。
ジュピターテレコム（J:COM）の連結子会社であった。会社および局呼称は「J:COM 鎌倉」。

## 概要
放送法に規定する一般放送（有線一般放送）に基づく有線テレビジョン放送（ケーブルテレビ）1局（1施設）を運営し、放送（テレビ、ラジオ）、通信（インターネット、IP電話）を業務していた。

## 沿革
- 1984年（昭和59年）8月30日 - 株式会社鎌倉ケーブルコミュニケーションズとして設立。
- 1991年（平成3年）
  - 3月28日 - 有線テレビジョン放送施設設置許可取得。
  - 4月1日 - 第1期工区開局。
- 1992年（平成4年）4月1日 - 第2期工区開局。
- 1994年（平成6年）3月1日 - 第3期工区開局。
- 1996年（平成8年）12月10日 - 第5期工区開局。
- 1999年（平成11年）9月22日 - 第一種電気通信事業許可取得。
- 2000年（平成12年）4月1日 - 富士ソフトABC株式会社（現・富士ソフト）が、回線未使用帯域を借用してインターネット接続サービス「かまくらネット」を開始。
- 2003年（平成15年）11月1日 - 富士ソフトABCから「かまくらネット」事業を譲受。
- 2004年（平成16年）9月1日 - 地上デジタル放送サービス（64QAM方式およびOFDM方式）、BSデジタル放送サービス（TM（複数TS伝送）方式）、デジタル多チャンネル放送サービス（ISDB-C（リマックス）方式）を開始。
- 2007年（平成19年）
  - 2月1日 - HDD内蔵録画機能付きSTB『デジ録ダブル』を提供開始。
  - 2月26日 - 松竹株式会社、セコム株式会社、株式会社衛星劇場、株式会社歌舞伎座、丸紅株式会社、株式会社ムービーチャンネルが、ジャパンケーブルネット株式会社に保有する株式を譲渡。経営権が移りJCNグループとなる[1]。
  - 3月1日 - 呼称を「JCN鎌倉」に変更。
  - 10月1日 -
    - アナログ多チャンネル放送サービスのチャンネル番号をJCN各局共通番号に変更。
    - JCN統一サービス名称として『JCNテレビ』および『JCNインターネット』を制定し展開。
    - JCNサービスラインナップ導入。
    - HDD内蔵録画機能付きSTB『録りま専科』を提供開始[注 1]。
    - JCN会員誌『JCN plus』を創刊。

  - 12月1日 -『JCN電話』として、KDDIのプライマリIP電話サービス「ケーブルプラス電話」を開始。
- 2008年（平成20年）
  - 4月1日 - 地上デジタル放送で『鎌倉テレビ』を開始し、名称を「JCNプラスチャンネル」に変更[2]。
  - 6月1日 -『JCN VODサービス』として、KDDI株式会社のVODサービス「MOVIE SPLASH VOD」を開始[3]。
  - 10月1日 -『JCN VODサービス』で、FODサービス『JCNプラスビデオ』を開始[4]。
- 2009年（平成21年）
  - 2月10日 - au携帯電話端末を販売開始[5]。
  - 3月18日 - サテライトショップを鎌倉市御成町に開設。
  - 4月1日 - DVDドライブ搭載HDD内蔵録画機能付きSTB『録りま専科DVD』を提供開始[6][注 2]。気象庁の高度利用者向けサービスを用いた『JCN緊急地震速報』を開始[7]。
  - 6月1日 - 双方向設置済みの「HDD内蔵STB」利用者向けに、リモート録画予約サービス『ケータイ録画予約』を提供開始[8]。
  - 9月1日 -『JCN VODサービス』で、『NHKオンデマンド（NOD）』を開始[9][10]。
  - 12月1日 -
    - 下り最大160Mbpsの超高速インターネット接続サービス『スピードスター160』を開始[11]。
    - JCNインターネットの『スタンダード』を、下り最大伝送速度8Mbpsから15Mbpsに増速。
- 2010年（平成22年）
  - 4月1日 - 地デジコミュニティチャンネルで「デジタル録画コピー制御」を運用開始。
  - 9月30日 - アナログ多チャンネル放送サービス終了。
  - 12月27日 - 『JCNインターネット』利用者に限定し、UQ WiMAX端末を販売開始。
- 2011年（平成23年）
  - 3月7日 - 地上放送の暫定的「デジアナ変換」を順次開始[12][13][14][15]。
  - 4月1日 -
    - 『JCNプラスチャンネル』をハイビジョン化。
    - BD・DVDドライブ搭載HDD内蔵録画機能付きSTB『録りま専科ブルーレイ』を提供開始[16][注 3]。
    - HDD内蔵録画機能付きSTBセットの新コース『HDDコース』を提供開始[17][注 4]。
    - 双方向設置済みの特定STB利用者向けに、『STBポータルサービス』および『JCNおすすめナビ』を提供開始[17]。

  - 6月1日 - リモート録画予約サービス『ケータイ録画予約』を拡充し、『ケータイde録画予約』を提供開始[18]。
  - 7月24日 - 地上アナログ放送の放送対象地域外テレビ局を再送信終了[14]。
- 2012年（平成24年）
  - 3月12日 -『JCNインターネット』利用者向けに、『JCN WiMAX』を提供開始[19][20]。
  - 4月1日 - 双方向設置済みの特定STB利用者向けに、『Shufoo!』を提供開始[21]。
  - 6月25日 -『JCNインターネット』利用者向けに、『Wi-Fi内蔵モデム』を提供開始[22]。
  - 7月20日 -『JCNインターネット』利用者向けに、公衆無線LANサービス『ケーブルTV Wi-Fi』を提供開始[23]。
  - 10月1日 - 商号を株式会社JCN鎌倉に変更[24]。
    - 『JCNプラスチャンネル』の名称を『JCN鎌倉チャンネル』に変更。
    - 新しいコミュニティチャンネル『にっぽんケーブルチャンネル』を放送開始[25]。
- 2013年（平成25年）10月31日 -『JCN VODサービス』の新規登録終了。
- 2014年（平成26年）
  - 3月31日 -『JCN VODサービス』を終了。
  - 4月1日 - 親会社のジャパンケーブルネットがジュピターテレコムに吸収合併されたことに伴い、株式会社ジュピターテレコムの連結子会社となる。
  - 6月1日 - 呼称を「J:COM 鎌倉」に変更[26]。「JCN」ブランドを廃止。
    - 『JCN鎌倉チャンネル』の名称を『J:COMチャンネル鎌倉』に変更。
    - J:COM統一サービス名称として『J:COM TV』、『J:COM NET』および『J:COM PHONE』を制定し展開。
    - J:COMサービスラインナップ導入。
    - 『J:COM PHONE プラス』を提供開始。
    - 「にっぽんケーブルチャンネル」（JCN）を「J:COMテレビ」（J：COM）に統合[27]。

  - 7月1日 - 商号を株式会社ジェイコム鎌倉に変更[26]。
  - 10月1日 -『J:COM WiMAX 2+』を提供開始。
  - 11月30日 - ケーブルプラス電話を終了。
  - 12月17日 -
    - 『J:COM NET』および『JCNインターネット』のインターネットサービスプロバイダーを『ZAQ』に変更。
    - 『J:COM 緊急地震速報』を提供開始。
- 2015年（平成27年）
  - 1月7日 -『J:COMオンデマンド』を提供開始。
  - 4月1日 - 株式会社ジェイコム湘南に吸収合併され、会社解散[28]。

## 事業所
- 本社 - 神奈川県鎌倉市大船6丁目3番53号
- 鎌倉営業事務所 - 神奈川県鎌倉市大船6丁目3番53号（本社内）

## 提供区域内自治体
- 神奈川県
  - 鎌倉市、逗子市

## 業務内容
統一サービス
1. J:COM TV（テレビ放送サービス[注 5]）
  1. 双方向機能（STBインターネット接続サービス）
  2. インタラクTV（STBテレビ向け情報サービス）
  3. ナビシェル（STB向けご案内画面サービス）
  4. J:COMオンデマンド（VODサービス）
  5. リモート録画予約（番組録画予約）
  6. ジェイコム マガジン（番組ガイド誌）
  7. J:COMチャンネル番組ガイド（地域情報誌）
  8. J:COMチャンネル鎌倉（第一コミュニティチャンネル）
  9. J:COMテレビ（第二コミュニティチャンネル）
2. J:COM NET（インターネット接続サービス）
  1. ZAQ（インターネットサービスプロバイダ）
  2. J:COM WiMAX 2+（4G（WiMAX）サービス[注 6]）
3. J:COM PHONE（固定電話（CATV電話）サービス）
  1. J:COM PHONE プラス（VoIP方式（プライマリ電話）サービス）[注 7]）
4. J:COM 電力
5. J:COM MOBILE（4G（LTE）サービス[注 8]）

付加サービス
- J:COM 緊急地震速報

### J:COM TV

#### 地上デジタル放送
- 地上波テレビ放送のアナログ方式は、2015年4月24日までの予定で「デジアナ変換」による再送信を実施していた。
- 表中、「伝送方式」欄の『部類』に関しては下記を参照。
  - 「PT」はパススルー方式。
  - 「TM」はトランスモジュレーション方式。
- 表中、『記号』に関しては下記を参照。
  - 「●」は視聴可能。
  - 「×」は視聴不可。
  - 「?」は不明。

- 2015年（平成27年）3月31日時点。

| リ モ コ ン キ \| ID | 放送局              | デジタル        | デジタル | デジタル | アナログ      | 備考 |
| リ モ コ ン キ \| ID | 放送局              | 三桁 チャンネル | 伝送方式 | 伝送方式 | デジアナ 変換 | 備考 |
| リ モ コ ン キ \| ID | 放送局              | 三桁 チャンネル | PT       | TM       | デジアナ 変換 | 備考 |
| -------------------- | ------------------- | --------------- | -------- | -------- | ------------- | ---- |
| 1                    | NHK総合・東京       | 011 012         | ●        | ●        | ●             |      |
| 2                    | NHKEテレ東京        | 021 022 023     | ●        | ●        | ●             |      |
| 3                    | tvk                 | 031             | ●        | ●        | ●             |      |
| 4                    | 日本テレビ          | 041 042         | ●        | ●        | ●             |      |
| 5                    | テレビ朝日          | 051 052 053     | ●        | ●        | ●             |      |
| 6                    | TBS                 | 061 062         | ●        | ●        | ●             |      |
| 7                    | テレビ東京          | 071 072 073     | ●        | ●        | ●             |      |
| 8                    | フジテレビジョン    | 081 082 083     | ●        | ●        | ●             |      |
| 9                    | TOKYO MX            | 091 092         | ●        | ●        | ×             |      |
| 10                   | J:COMテレビ         | 101 102         | ●        | ×        | ×             |      |
| 11                   | J:COMチャンネル鎌倉 | 111 112 113     | ●        | ●        | ●             |      |
| 12                   | 放送大学            | 121 122 123     | ●        | ●        | ×             |      |
|                      | ショップチャンネル  | ×               | ×        | ×        | ●             |      |

#### FMラジオ
- 2015年（平成27年）3月31日時点。

| MHz  | 放送局       | 備考                |
| ---- | ------------ | ------------------- |
| 77.7 | 放送大学     |                     |
| 78.3 | 湘南ビーチFM |                     |
| 79.4 | かまくらFM   |                     |
| 80.6 | TOKYO FM     |                     |
| 82.8 | 緊急地震速報 | 旧JCNサービス機器用 |
| 83.3 | J-WAVE       |                     |
| 83.7 | NHK横浜-FM   |                     |
| 84.1 | Fm yokohama  |                     |

## コミュニティチャンネル

### アナウンサー
- 石崎和子
- 浜田淑子
- 中村早紀
- 山縣綾
- 岡崎真奈美
- ジョージ・カックル

### 過去のアナウンサー
- 村田望
- 鈴木奈津子
- 志村弥生
- 平子貴代子
- 宮里浩史
- 佐藤祐爾
- 安川健人
- 横山玲子
- 富岡美帆
- 永田磨梨奈
- 鈴木沙奈恵
- 安本浩子